# Windischleuba
Windischleuba è un comune della Germania di 1 889 abitanti situato nel circondario dell'Altenburger Land in Turingia sul fiume Pleiße.